# Franz Xaver Renn
Franz Xaver Renn, zur Unterscheidung von seinem gleichnamigen Bildhauersohn öfter auch Franz Xaver Renn I. (* 16. Oktober 1784 in Imst; † 5. September 1875 ebenda) war ein österreichischer Bildhauer.

## Leben
Renn entstammte einer alteingesessenen Tiroler Bildhauerfamilie. Sein Vater Josef Chrysogonus Renn (1750–1806) und der Großvater Josef Anton Renn (1715–1790) übten das gleiche Kunsthandwerk aus.
Franz Xaver Renn war der Sohn des Bildhauers Josef Chrysogonus Renn und dessen Ehefrau Katharina geb. Schuler. Die erste Ausbildung erhielt er in der väterlichen Werkstatt; von 1800 bis 1805 besuchte er die Akademie der bildenden Künste Wien, wo er Schüler von Franz Anton von Zauner und Johann Martin Fischer wurde.
1806 nach Imst zurückgekehrt, übernahm er die Werkstatt des Vaters und arbeitete besonders als Sakralkünstler für Altäre, Altarfiguren sowie kirchlichen Bedarf. Er entwickelte eine eigene Schule der Holzbildhauerei, und mehrere bekannte Künstler erhielten bei ihm ihre Ausbildung; so Josef Miller, Joseph Knabl, Josef Beyrer, Johann Piger und Hermann Klotz.
Auch seine Söhne Gottfried Renn (1818–1900), Josef Willhelm Renn (1820–1894) und Franz Xaver Renn II. (1821–1842) erlernten von ihm die Bildhauerei. Gottfried Renn war ein bekannter Holz- und Steinbildhauer im damals bayerischen Speyer.
Im Geburtsort Imst ist eine Straße nach Franz Xaver Renn benannt.

## Werke

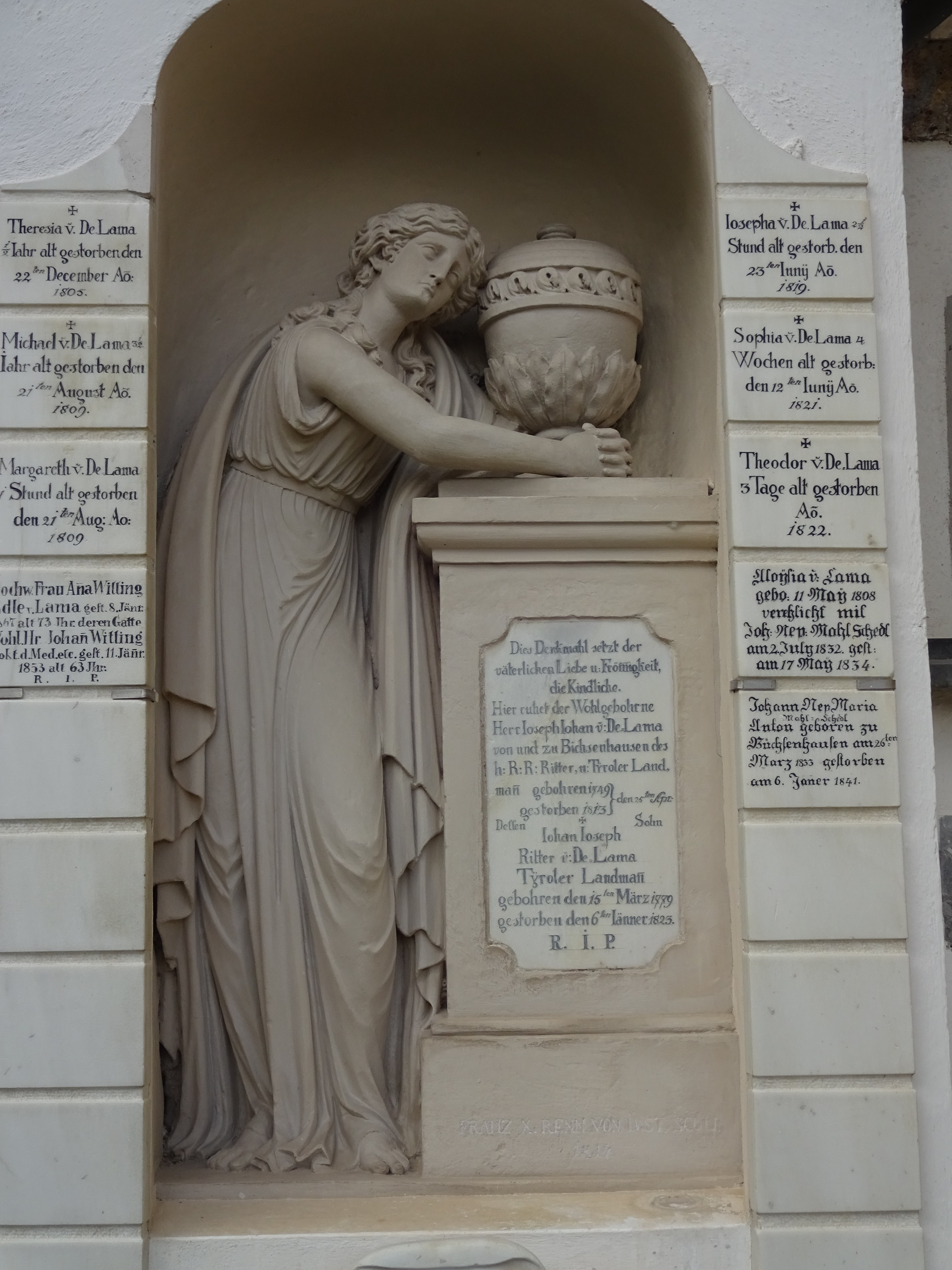
Grabmal der Familie de Lama

- 1813 Figuren am Hochaltar der Pfarrkirche Häselgehr[2]
- 1814 Grabmal der Familie de Lama am Friedhof in Hötting
- 1830 Hochaltar der Pfarrkirche Unterleutasch
- 1832 Figuren und Reliefs in der Pfarrkirche Biberwier[2]
- 1843/1845 Altarfiguren in der Pfarrkirche Sautens[2]
- 1840 Hl. Michael, Kapelle Sieben Schmerzen Mariens in Brand in Berwang[2]
- 1850 Madonna auf der Mondsichel, Dreifaltigkeitskapelle in Gröben in Berwang[2]
- Brunnenfigur Maria Immaculata, Lochbrunnen, Imst (zugeschrieben)[3]